# 诺韦勒
诺韦勒（法語：Novel，法語發音：[nɔvɛl]）是法国上萨瓦省的一个市镇，属于托农莱班区。

## 地理
诺韦勒（46°22'8"N, 6°47'15"E）面积9.75 平方千米，位于法国奥弗涅-罗讷-阿尔卑斯大区上萨瓦省，该省份为法国东部省份，历史上为薩伏依的一部分，北与瑞士接壤，西接安省，南至萨瓦省，东与瑞士和意大利接壤。
与诺韦勒接壤的市镇（或旧市镇、城区）包括：聖然戈爾夫、贝尔内克斯、拉沙佩勒达邦当斯、圣然戈尔夫、托隆莱梅米斯、瓦什雷斯。

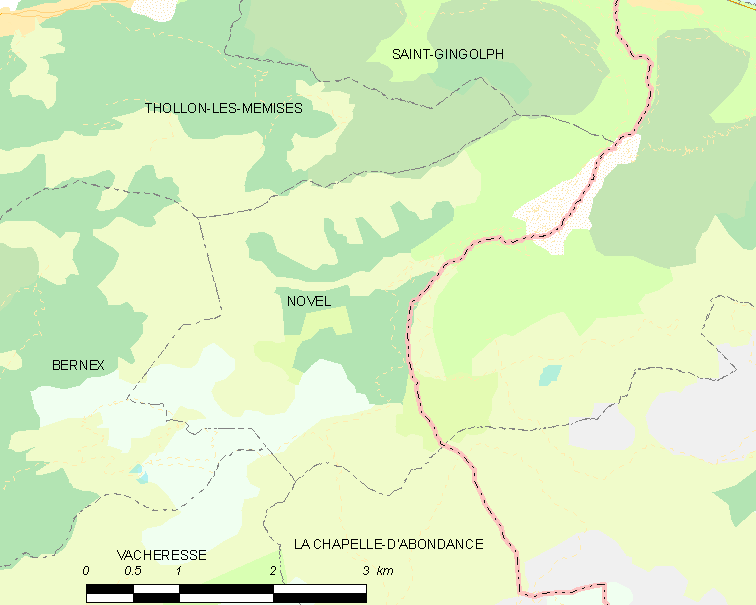
诺韦勒的OSM定位图

诺韦勒的时区为UTC+01:00、UTC+02:00（夏令时）。

## 行政
诺韦勒的邮政编码为74500，INSEE市镇编码为74203。

## 政治
诺韦勒所属的省级选区为埃维昂莱班县。

## 人口

1962-2008年间诺韦勒人口变化图示

诺韦勒于2022年1月1日时的人口数量为53人。